# Ringleben, Sömmerda
Ringleben, Sömmerda là một đô thị thuộc huyện Sömmerda trong bang Thüringen, nước Đức. Đô thị này có diện tích 6,51 km², dân số thời điểm 31 tháng 12 năm 2006 là 568 người.